# Седьмой Толедский собор
Седьмой Толедский собор (лат. Concilium Toletanum VII) начался 18 ноября 646 года. На нём присутствовал 41 епископ лично или в составе делегации. Это был первый из двух соборов, созванных вестготским королём Хиндасвинтом.
Закон против государственной измены был усилен добавлением наказания в виде отлучения преступников от церкви. Частично это было ответом на волю короля, который недавно предпринял энергичные действия против предполагаемых предателей. Массовые казни были поддержаны собором. Наказания за измену были распространены на духовенство без различия.
Было также определено, что если какой-либо священнослужитель, независимо от ранга, отправится в чужую страну для поддержки действий, направленных против короля или вестготской знати, или для помощи мирянину в этом, он должен быть опозорен и подвергнут постоянному раскаянию, имея возможность причаститься только на смертном одре.